# Río Werra
El río Werra (pronunciación en alemán: /ˈvɛʁa/ⓘ) es un río de la parte central de Alemania  que al confluir con el río Fulda da lugar al río Weser.
El valle del Werra (Werratal) forma una frontera natural entre las montañas del Rhön y el bosque de Turingia.
Las siguientes ciudades se encuentran a lo largo del trayecto del Werra: Hildburghausen, Meiningen, Bad Salzungen, Tiefenort, Merkers-Kieselbach, Heringen, Philippsthal, Gerstungen , Wanfried, Eschwege, Witzenhausen y Hann. Münden, donde se une al río Fulda, para formar el río Weser.

## Pesca
El Werra era durante la Edad Media una de las zonas de pesca más importantes en Turingia. Los derechos de pesca eran asignados sectorialmente por los gobernantes a terratenientes aristocráticos. Hasta el siglo XVIII se observaba la presencia de salmón en el Werra. Como consecuencia de la descarga de efluentes industriales sin tratar y residuos de potasio y carbonato de sodio, la población de peces en el río se redujo drásticamente.
Las poblaciones de peces aún presentes en sus afluentes también han sufrido el impacto de las aguas residuales comunales y agrícolas, así como por la construcción de bocatomas.

## Turismo

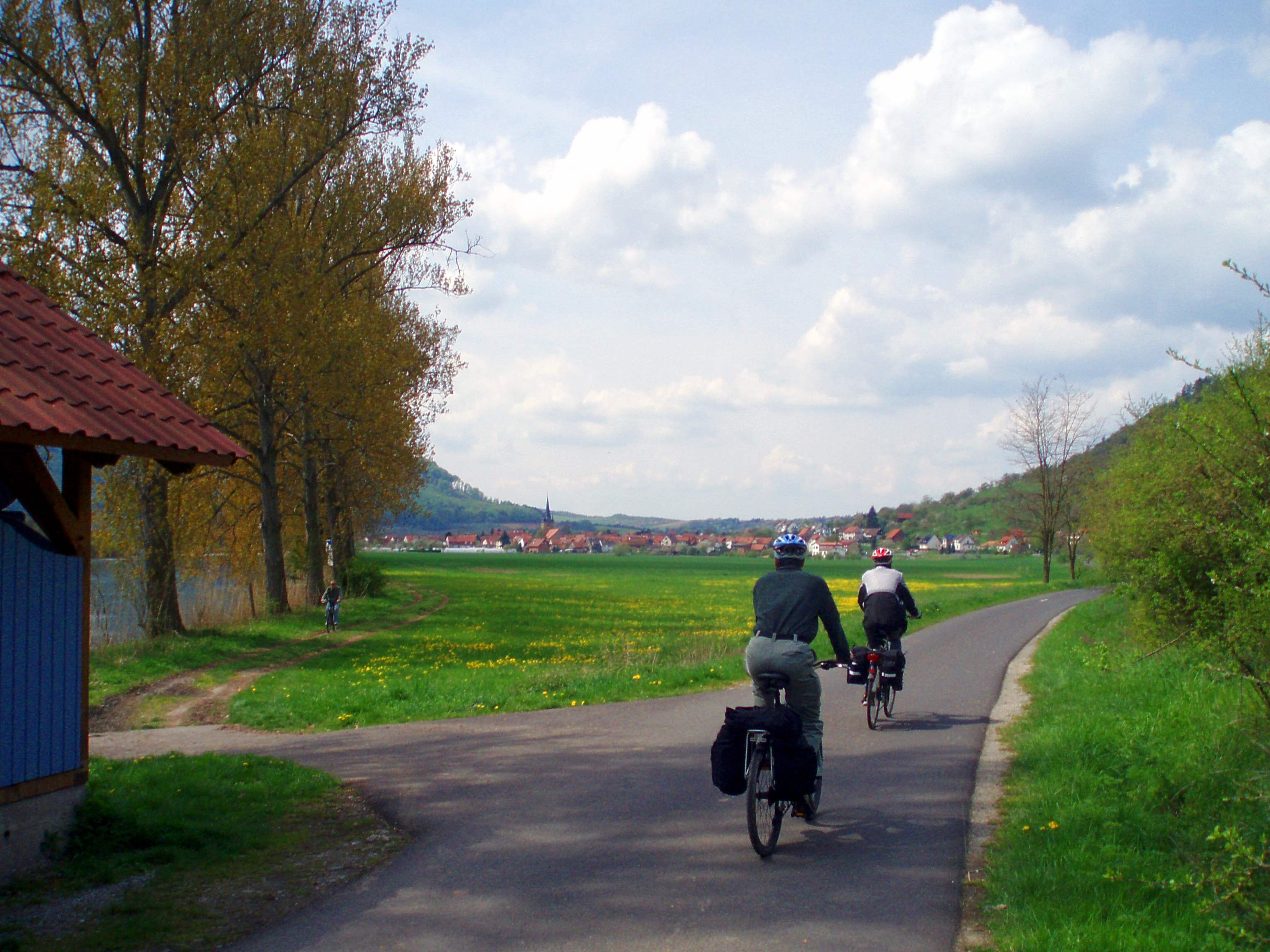
La ciclovía del Werratal por Falken

Con un recorrido paralelo al trayecto del Werra se encuentra desde el año 1997 la ciclovía interregional del valle del Werra (Werratal-Radweg) con una longitud de 290 km, la cual está completamente señalizada.
De igual forma también se encuentra muy frecuentado por excursionistas. Existe alquiler de botes en varios puntos a lo largo del curso del Werra.

## Centrales hidroeléctricas
Centrales hidroeléctricas actuales a lo largo del Werra son:
| Lugar                                                            | Operador                             | Operativa   |
| ---------------------------------------------------------------- | ------------------------------------ | ----------- |
| Central hidroeléctrica Tiefenort                                 | ???                                  | ???         |
| Central hidroeléctrica Dorndorf                                  | ???                                  | ???         |
| Central hidroeléctrica Heringen                                  | K+S                                  | ???         |
| Central hidroeléctrica Berka/Werra                               | ???                                  | ???         |
| Central hidroeléctrica "Steinmühle", Wommen                      | ???                                  | ???         |
| Central hidroeléctrica Spichra                                   | E.ON Thüringer Energie               | 1925 (1998) |
| Central hidroeléctrica Mihla                                     | E.ON Thüringer Energie               | 1919 (2006) |
| Central hidroeléctrica Falken                                    | E.ON Thüringer Energie               | 1912 (1999) |
| Central hidroeléctrica Wanfried                                  | von Scharfenberg KG                  | 1901        |
| Central hidroeléctrica Schlossmühle / Schabe Eschwege            | Stadt Eschwege                       | ??? / 1906  |
| Central hidroeléctrica Bad Sooden-Allendorf                      | Werra Kraftwerk Bad Sooden-Allendorf | ???         |
| Central hidroeléctrica Hedemünden                                | August Hannemann                     | 1963        |
| Central hidroeléctrica Hann. Münden "Letzter Heller" (Werrawerk) | Statkraft Markets GmbH               | 1924        |

Anteriormente también existían centrales en Bad Salzungen, Vacha y Sallmannshausen.

## Galería de imágenes

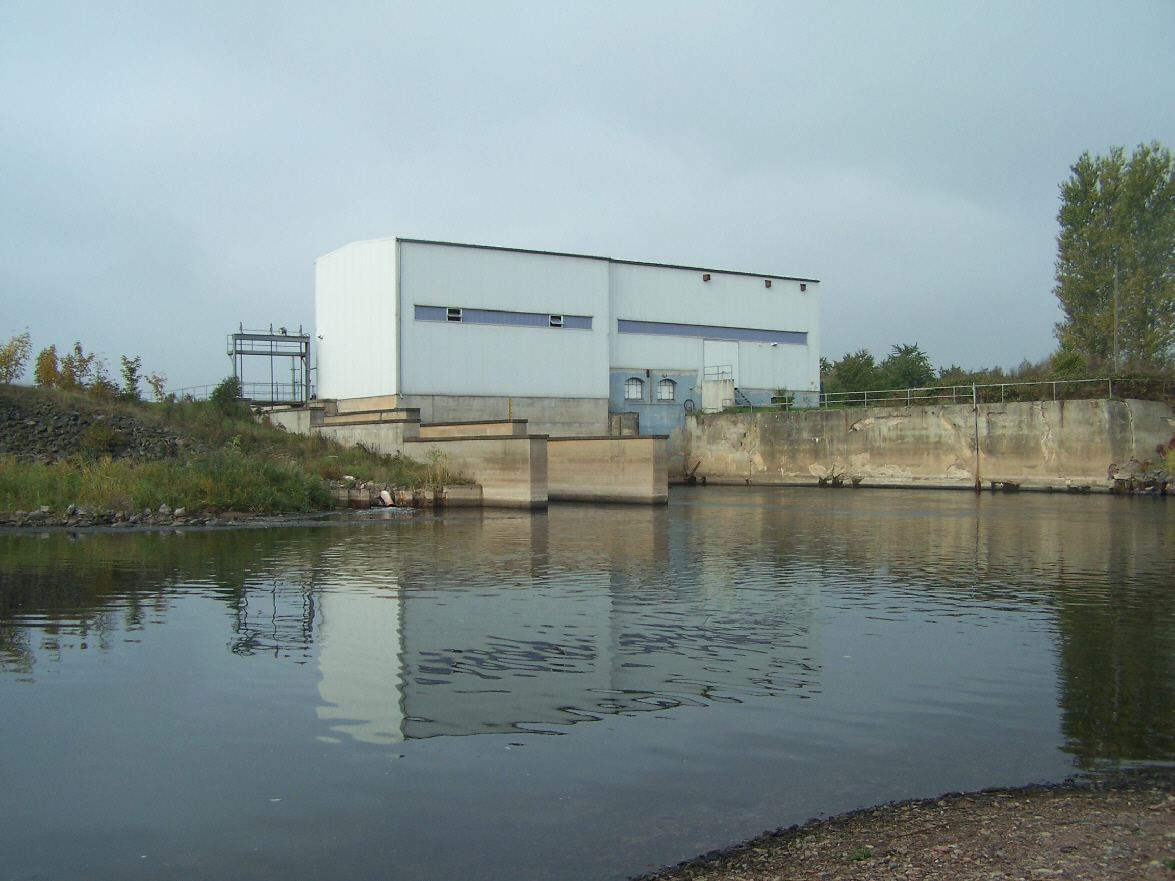
Berka/Werra
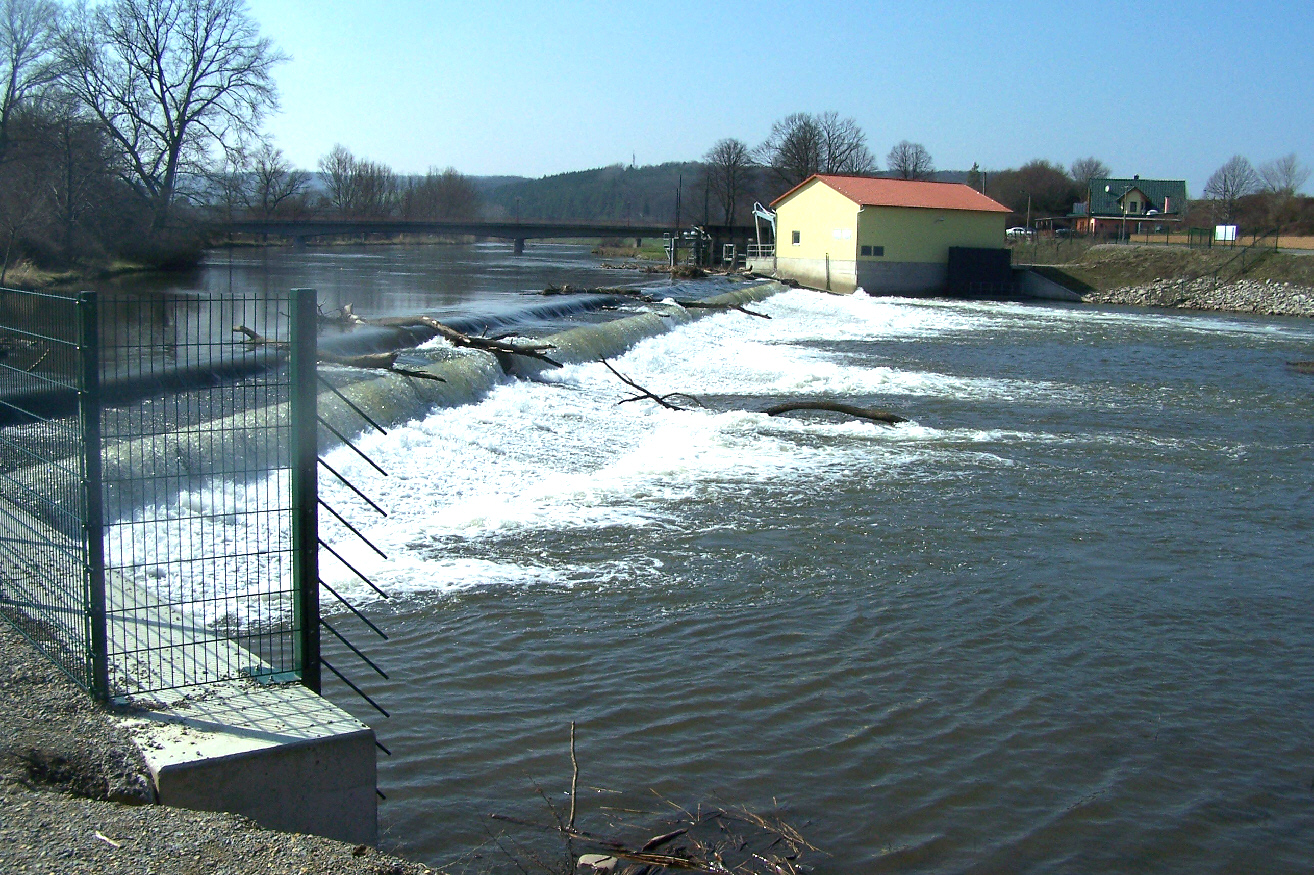
Mihla
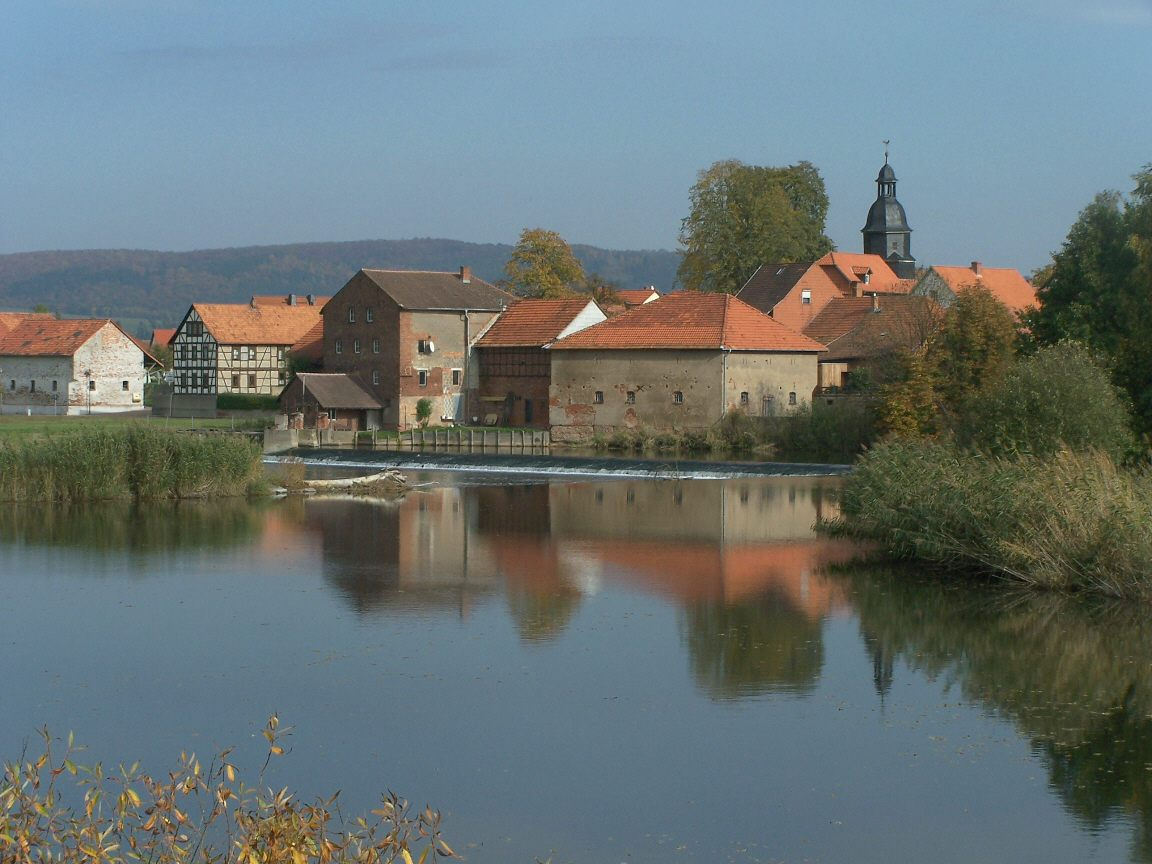
Sallmannshausen
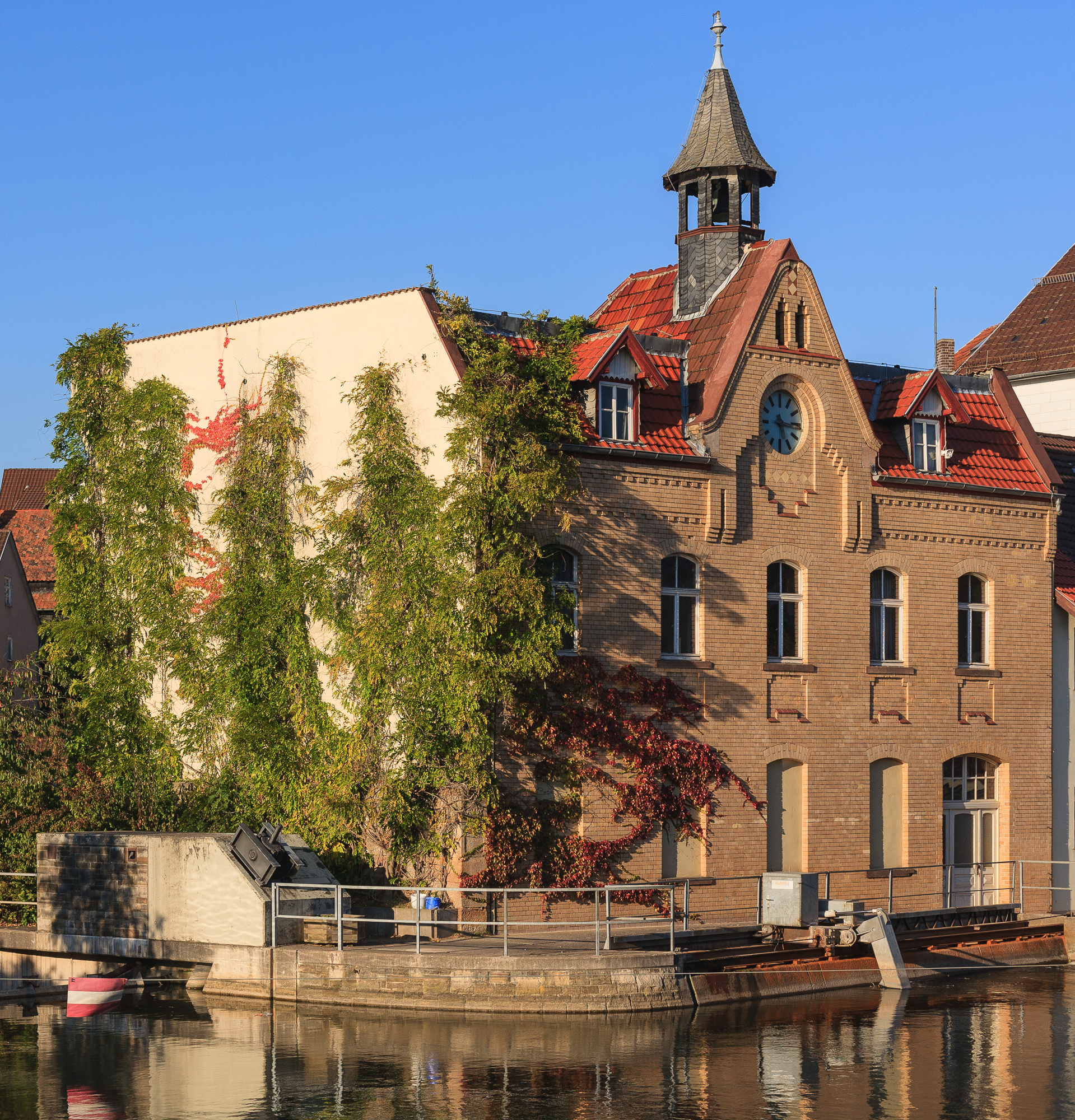
Central hidroeléctrica Schabe, Eschwege

- Datos: Q6424
- Multimedia: Werra / Q6424